# 圣塞孔多-迪皮内罗洛
圣塞孔多-迪皮内罗洛（義大利語：San Secondo di Pinerolo），是意大利皮埃蒙特大区都靈廣域市的一个市镇。总面积12平方公里，人口3580人，人口密度298.3人/平方公里（2009年）。ISTAT代码为001254。

## 友好城市
- 阿根廷Carlos Pellegrini（英语：Carlos Pellegrini, Santa Fe）